# Гай Сервилий Гемин (претор)
Вижте пояснителната страница за други личности с името Гай Сервилий Гемин.
Гай Сервилий Гемин (на латински: Gaius Servilius Geminus) е политик на Римската република.
Произлиза от фамилията Сервилии. През 218 пр.н.е. той е претор и един от триумвирите, избрани да организират новите колонии Кремона и Плацентия.
Като претор се бие против боиите през първата година на Втората пуническа война в Цизалпийска Галия и попада в плен. След петнадесет години е освободен през 203 пр.н.е. от син му Гай Сервилий Гемин (консул 203 пр.н.е.).